# Viola Ardone
Viola Ardone (* 2. července 1974 Neapol) je italská spisovatelka a pedagožka. Je autorkou různých publikací, románů a povídek. Vyučuje italštinu a latinu na střední škole.

## Život a dílo
V roce 1997 vystudovala literaturu, po studiu pracovala několik let v akademickém nakladatelství. Je středoškolskou učitelkou italštiny a latiny.
V roce 2012 vydala svůj první román La ricetta del cuore in subbuglio, v roce 2016 následoval román Una rivoluzione sentimentale. Román Il treno dei bambini (Vlak pro děti) vyšel v roce 2019 a byl přeložený do více než 30 jazyků. V roce 2021 vyšel román Oliva Denaro (Nejsem jako džbán). Je autorkou rýmované povídky z roku 2017 Cyrano dal naso strano.
Publikuje své články v různých denících, například la Repubblica, L'Espresso.
V roce 2022 navštívila Mezinárodní knižní veletrh a literární festival Svět knihy Praha. V rámci akce Současná neapolská próza se uskutečnilo sekání s autorkou v Brně.